# Peter Bogdanovich
Peter Bogdanovich (n. 30 iulie 1939, Kingston⁠(d), New York, SUA – d. 6 ianuarie 2022, Los Angeles, California, SUA) a fost un regizor, scenarist, actor, producător, critic și istoric de film american. El face parte din valul de regizori „Noul Hollywood”, iar filmul său cel mai cunoscut și mai elogiat critic este drama The Last Picture Show (1971).
Bogdanovich a regizat, de asemenea, thrillerul Targets (1968), comedia de situații What's Up, Doc? (1972), drama cu accente comice Paper Moon (1973), They All Laughed (1981), drama Mask (1985) și The Cat's Meow (2001). Filmul său cel mai recent, She's Funny That Way, a fost lansat în 2014.

## Biografie

### Tinerețea
Bogdanovich s-a născut în Kingston, New York, ca fiu al Hermei (născută Robinson; 1904-1978) și a pianistului și pictorului Borislav Bogdanovich (1899-1970). Mama sa originară din Austria era evreică (familia ei s-a mutat de la Viena la Zagreb, Iugoslavia în 1932), în timp ce tatăl său era un sârb creștin ortodox; cei doi au sosit în SUA în mai 1939. Peter a absolvit Collegiate School din New York în 1957 și a studiat actoria la Stella Adler Conservatory. El vorbește fluent limba sârbă, pe care a învățat-o înainte de învăța limba engleză.

### Critic de film
Bogdanovich a fost influențat de criticii francezi din anii 1950, care au scris în revista Cahiers du Cinéma, mai ales de criticul devenit regizor François Truffaut. Înainte de a deveni regizor el însuși, Bogdanovisch și-a construit o reputație de critic de film cu articolele publicate în Esquire. Aceste articole au fost adunate în volumul Pieces of Time (1973).

### Mutarea la Los Angeles și Roger Corman
În 1966, urmând exemplul criticilor revistei Cahiers du Cinéma Truffaut, Jean-Luc Godard, Claude Chabrol și Éric Rohmer, care au creat Nouvelle Vague („Noul val francez”) și au făcut propriile lor filme, Bogdanovich a decis să devină regizor. Împreună cu soția lui, Polly Platt, a plecat spre Los Angeles, trăind o perioadă în chirie.
Revenind la jurnalism, Bogdanovich a început o relație de prietenie cu Orson Welles în timp ce l-a intervievat pe platoul filmului Catch-22 (1970) al lui Mike Nichols. Bogdanovich a jucat un rol important în cunoașterea vieții și carierei lui Welles prin cărțile sale despre actorul-regizor, mai ales cartea This is Orson Welles (1992). La începutul anilor 1970, când Welles avea probleme financiare, Bogdanovich l-a lăsat să locuiască timp de câțiva ani în conacul lui din Bel Air.
În 1970 Bogdanovich a primit o comandă de la Institutul American de Film pentru a regiza un documentar despre John Ford ca un omagiu adus marelui regizor, Directed by John Ford (1971). Filmul rezultat a inclus interviuri sincere cu John Wayne, James Stewart și Henry Fonda și a fost narat de Orson Welles. Scos din circuit timp de ani de zile din cauza problemelor legate de drepturi de autor, a fost relansat de Bogdanovich și TCM în 2006, cu secvențe noi și cu interviuri suplimentare cu Clint Eastwood, Walter Hill, Harry Carey Jr., Martin Scorsese, Steven Spielberg și alții.

### Trei hituri
O mare parte a inspirației cinematografice a lui Bogdanovich a provenit de la primele vizionări ale filmului Cetățeanul Kane. Într-un interviu cu Robert K. Elder, autorul cărții The Film That Changed My Life, Bogdanovich a explicat aprecierea sa pentru creația lui Orson Welles:
Nu e ca orice alt film pe care îl știi. E primul film modern: fragmentat, nepovestit direct, sărind împrejur. El anticipează tot ce se face acum și de aceea este considerat a fi atât de modern. Totul a devenit acum foarte decadent, dar atunci a fost cu siguranță proaspăt.
Bogdanovich, aflat atunci la vârsta de 32 de ani, a fost descris de critici ca fiind o minune „wellesiană” în 1971, atunci când a fost lansat filmul său cel mai bine primit, The Last Picture Show, cu Timothy Bottoms și Jeff Bridges. Filmul a obținut opt nominalizări la premiul Oscar, inclusiv pentru cel mai bun regizor, și a câștigat două premii, pentru Cloris Leachman și Ben Johnson la categoria cea mai bună actriță / cel mai bun actor în rol secundar. Bogdanovici a scris scenariul în colaborare cu Larry McMurtry și a câștigat în 1971 premiul BAFTA pentru cel mai bun scenariu. Bogdanovich a distribuit în rolul principal o tânără de 21 de ani, fotomodelul Cybill Shepherd, de care s-a îndrăgostit ulterior. Această relație a condus în cele din urmă la divorțul său de Polly Platt, vechea sa colaboratoare în plan artistic și mama celor două fiice ale lui.
După The Last Picture Show a realizat comedie populară Ce se întâmplă, doctore?  (1972), cu Barbra Streisand și Ryan O'Neal, o comedie de situații asemănătoare cu Bringing Up Baby (1938) și His Girl Friday (1940) ale lui Hawks. În timp ce a adus un omagiu cinematografului din Epoca de Aur, Bogdanovich și-a consolidat statutul său ca membru al noului grup de regizori, care i-a inclus pe câștigătorii premiului Oscar Francis Ford Coppola și William Friedkin, cu care a fondat The Directors Company. The Directors Company a încheiat un acord generos e producție cu Paramount Pictures, care le-a oferit regizorilor mână liberă cu condiția să se încadreze în bugetul stabilit anterior. Prin intermediul acestei companii a fost produs filmul Paper Moon (1973) al lui Bogdanovich.
Paper Moon, o comedie petrecută în timpul Marii crize economice, i-a avut ca interpreți principali pe Ryan O'Neal și pe fiica sa de 10 ani Tatum O'Neal, care a câștigat Premiul Oscar pentru cea mai bună actriță, și a devenit un film de referință în cariera lui Bogdanovich. Profitul a fost împărțit de Bogdanovich cu colegii săi regizori, ceea ce l-a nemulțumit pe cineast. Bogdanovich a devenit nemulțumiți de aranjament. The Directors Company a mai produs ulterior doar două filme: The Conversation (1974) al lui Coppola, care a fost nominalizat în 1974 la premiul Oscar pentru cel mai bun film, alături de Nașul: Partea a II-a, și Daisy Miller (1974) al lui Bogdanovich, care a avut parte de o primire critică modestă.

### Dorothy Stratten șiThey All Laughed
Următorul film al lui Bogdanovich a fost comedia romantică They All Laughed (1981), în care a apărut Dorothy Stratten, un fost model cu care regizorul a început o relație romantică. Stratten a fost ucisă de soțul ei, de care era despărțită, la scurt timp după ce filmările s-au încheiat.
Bogdanovici s-a întors la activitatea de scriitor deoarece cariera sa de regizor intrase în impas și a scris cartea de memorii Killing of the Unicorn: Dorothy Stratten 1960-1980, care a fost publicată în 1984. Articolul „Death of a Playmate” al Teresei Carpenter despre uciderea lui Dorothy Stratten a fost publicat în The Village Voice și a câștigat Premiul Pulitzer în 1981 și, deși Bogdanovich nu a criticat articolul lui Carpenter în cartea lui, ea i-a criticat pe Bogdanovich și pe Hugh Hefner, mogulul Playboy, susținând că Stratten a fost o victimă a lor în aceeași măsură în care a fost victima soțului ei, Paul Snider, care a ucis-o și apoi s-a sinucis. Articolul lui Carpenter a servit ca bază a filmului Star 80 (1983) al lui Bob Fosse, în care Bogdanovich, din motive juridice, a fost portretizat ca regizorul fictiv „Aram Nicholas”, un personaj simpatic, dar cam naiv și dezorientat.
Bogdanovich a preluat distribuția filmului They All Laughed pe cont propriu. A fost ulterior blamat pentru aceasta, deoarece a trebuit să se declare în faliment în 1985. El a declarat ca a avut un venit lunar de 75.000 de dolari și cheltuieli lunare de 200.000 de dolari.
Pe 30 decembrie 1988 Bogdanovici, care avea atunci 49 de ani, s-a căsătorit cu Louse Stratten (20 de ani), sora mai mică a lui Dorothy. Cuplul a divorțat în 2001.

### MaskșiTexasville
La începutul anilor 1980, Bogdanovich a vrut să facă filmele I'll Remember April cu John Cassavetes și The Lady in the Moon, scrise împreună cu Larry McMurtry. El a făcut în schimb filmul Mask, lansat în 1985.
Continuarea filmului The Last Picture Show, Texasville (1990), a fost o dezamăgire critică și de box office.
În 1997 a declarat din nou că este în faliment.
În 1998 comitetul National Film Preservation Board al Bibliotecii Congresului a inclus The Last Picture Show în Registrul Național de Film, o onoare acordată filmelor semnificative din punct de vedere cultural, istoric sau estetic.

## Filmografie

### Regizor

#### Filme de cinema
| An   | Film                                      | Observații |
| ---- | ----------------------------------------- | --- |
| 1968 | Voyage to the Planet of Prehistoric Women | Menționat ca Derek Thomas |
| 1968 | Targets                                   | A fost și scenarist, producător și monteur |
| 1971 | Directed by John Ford                     | Documentar |
| 1971 | The Last Picture Show                     | A fost și scenarist Premiul BAFTA pentru cel mai bun scenariu Premiul criticilor de film din New York pentru cel mai bun scenariu Premiul criticilor de film din New York pentru cel mai bun regizor Nominalizat la Premiul Oscar pentru cel mai bun regizor Nominalizat la Premiul Oscar pentru cel mai bun scenariu adaptat Nominalizat la Premiul BAFTA pentru cel mai bun regizor Nominalizat la Premiul Directors Guild of America pentru cea mai bună regie a unui film de lungmetraj Nominalizat la Globul de Aur pentru cel mai bun regizor Nominalizat la Premiul Writers Guild of America pentru cel mai bun scenariu adaptat |
| 1972 | What's Up, Doc?                           | A fost și scenarist și producător |
| 1973 | Paper Moon                                | A fost și producător Nominalizat la Globul de Aur pentru cel mai bun regizor |
| 1974 | Daisy Miller                              | A fost și producător |
| 1975 | At Long Last Love                         | A fost și scenarist și producător |
| 1976 | Nickelodeon                               | A fost și scenarist Nominalizat la Ursul de Aur |
| 1979 | Saint Jack                                | A fost și scenarist Premiul Festivalului de Film de la Veneția pentru cel mai bun film |
| 1981 | They All Laughed                          | A fost și scenarist |
| 1985 | Mask                                      | Nominalizat la Palme d'Or |
| 1988 | Illegally Yours                           | A fost și producător |
| 1990 | Texasville                                | A fost și scenarist și producător |
| 1992 | Piesa                                     | A fost și producător executiv |
| 1993 | The Thing Called Love                     | |
| 2001 | The Cat's Meow                            | |
| 2007 | Runnin' Down a Dream                      | Documentar |
| 2014 | She's Funny That Way                      | A fost și scenarist |
| 2018 | The Great Buster: A Celebration           | Documentar |

#### Filme de televiziune
| An   | Film                                    | Observații                       |
| ---- | --------------------------------------- | -------------------------------- |
| 1994 | Picture Windows                         | Episodul „Song of Songs”         |
| 1995 | Fallen Angels                           | Episodul „A Dime a Dance”        |
| 1996 | To Sir, with Love II                    | Film de televiziune              |
| 1997 | The Price of Heaven                     | Film de televiziune              |
| 1997 | Rescuers: Stories of Courage: Two Women | Film de televiziune              |
| 1998 | Naked City: A Killer Christmas          | Film de televiziune              |
| 1999 | A Saintly Switch                        | Film de televiziune              |
| 2004 | The Mystery of Natalie Wood             | Film de televiziune              |
| 2004 | Hustle                                  | Film de televiziune              |
| 2004 | The Sopranos                            | Episodul „Sentimental Education” |

### Actor
| An        | Titlu                                         | Rol                                         | Observații                                                                                        |
| --------- | --------------------------------------------- | ------------------------------------------- | ------------------------------------------------------------------------------------------------- |
| 1966      | The Wild Angels                               | orășean care se bate în timpul funeraliilor | Nemenționat                                                                                       |
| 1967      | The Trip                                      | orășean care se bate în timpul funeraliilor | Nemenționat                                                                                       |
| 1968      | Targets                                       | Sammy Michaels                              |                                                                                                   |
| 1968      | Voyage to the Planet of Prehistoric Women     | Naratorul (voce)                            | A.K.A. The Gill Women of Venus și The Gill Women                                                  |
| 1971      | The Last Picture Show                         | DJ (voce)                                   | Nemenționat                                                                                       |
| 1977      | Opening Night                                 | el însuși                                   | Nemenționat                                                                                       |
| 1979      | Saint Jack                                    | Eddie Schuman                               |                                                                                                   |
| 1981      | They All Laughed                              | DJ                                          | Nemenționat                                                                                       |
| 1986      | Moonlighting                                  | el însuși                                   | Nemenționat                                                                                       |
| 1993      | Northern Exposure                             | el însuși                                   | 1 episod                                                                                          |
| 1994      | Picture Windows                               | Lucca                                       | Episodul „Song of Songs”                                                                          |
| 1995      | Cybill                                        | el însuși                                   | Nemenționat, 1 episod                                                                             |
| 1997      | Mr. Jealousy                                  | dr. Howard Poke                             |                                                                                                   |
| 1997      | Bella Mafia                                   | Vito Giancamo                               | Film de televiziune                                                                               |
| 1997      | Highball                                      | Frank                                       |                                                                                                   |
| 1998      | 54                                            | patronul lui Elaine                         |                                                                                                   |
| 1998      | Lick Star                                     | directorul                                  | Scurtmetraj                                                                                       |
| 1999      | Claire Makes it Big                           | Arturo Mulligan                             | Scurtmetraj                                                                                       |
| 1999      | Coming Soon                                   | Bartholomew                                 |                                                                                                   |
| 2000      | Rated X                                       | profesorul de film                          |                                                                                                   |
| 2000–2007 | The Sopranos                                  | dr. Elliot Kupferberg                       | 15 episoade                                                                                       |
| 2001      | Festival in Cannes                            | Milo                                        |                                                                                                   |
| 2003      | Kill Bill: Volume 1                           | DJ (voce)                                   | Menționat la „Mulțumiri speciale”                                                                 |
| 2003      | Out of Order                                  | Zach                                        | 6 episoade                                                                                        |
| 2004      | Kill Bill: Volume 2                           | DJ                                          | Menționat la „Mulțumiri speciale”                                                                 |
| 2004      | 8 Simple Rules for Dating My Teenage Daughter | Dr. Lohr                                    | Episodul „Daddy's Girl”                                                                           |
| 2004      | The Definition of Insanity                    | el însuși                                   |                                                                                                   |
| 2005–2007 | Law &amp; Order: Criminal Intent              | George Merritt                              | 2 episoade                                                                                        |
| 2006      | Infamous                                      | Bennett Cerf                                |                                                                                                   |
| 2007      | The Simpsons                                  | Psiholog (voce)                             | Episodul „Yokel Chords”                                                                           |
| 2007      | Dedication                                    | Roger Spade                                 |                                                                                                   |
| 2007      | The Dukes                                     | Lou                                         |                                                                                                   |
| 2007      | The Fifth Patient                             | Edward Birani                               |                                                                                                   |
| 2007      | Broken English                                | Iriving Mann                                |                                                                                                   |
| 2007      | The Doorman                                   | Peter                                       |                                                                                                   |
| 2008      | Humboldt County                               | Profesorul Hadley                           |                                                                                                   |
| 2010      | Abandoned                                     | dr. Markus Bensley                          |                                                                                                   |
| 2010      | How I Met Your Mother                         | el însuși                                   | Episodul „Robots Versus Wrestlers”                                                                |
| 2010      | Queen of the Lot                              | Pedja Sapir                                 |                                                                                                   |
| 2011      | Rizzoli &amp; Isles                           | Arnold Whistler                             | Episodul "Burning Down the House"                                                                 |
| 2013      | The Between                                   | bărbatul                                    |                                                                                                   |
| 2013      | Cold Turkey                                   | Poppy                                       |                                                                                                   |
| 2013      | You Are Here                                  | judecătorul Harlan Plath                    |                                                                                                   |
| 2014      | While We're Young                             | vorbitorul                                  |                                                                                                   |
| 2014      | The Good Wife                                 | el însuși                                   | Sezonul 5, Episodul 11, „Goliath and David”                                                       |
| 2014      | The Tell-Tale Heart                           | Bătrânul                                    |                                                                                                   |
| 2015      | Pearly Gates                                  | Marty                                       |                                                                                                   |
| 2016      | Between Us                                    | George                                      |                                                                                                   |
| 2016      | Six LA Love Stories                           | Duane Crawford                              |                                                                                                   |
| 2017      | Get Shorty                                    | Giustino Moreweather                        | Serial TV; Episodul „Turnaround”                                                                  |
| 2018      | The Other Side of the Wind                    | Brooks Otterlake                            | Filmările principale au început în 1970 și s-au încheiat în 1976; filmul a fost finalizat în 2018 |

## Cărți
Cărți scrise de Peter Bogdanovich:
- 1961: The Cinema of Orson Welles. New York: Museum of Modern Art Film Library. OCLC 982198898.
- 1962: The Cinema of Howard Hawks. New York: Museum of Modern Art Film Library. OCLC 868410545.
- 1963: The Cinema of Alfred Hitchcock. New York: Museum of Modern Art Film Library. OCLC 937577000.
- 1967: John Ford. Londra: Studio Vista. OCLC 868409009. Ediție adăugită: Berkeley: University of California, 1978. ISBN: 9780520034983.
- 1967: Fritz Lang in America. Londra: Studio Vista. OCLC 469498600; New York: Praeger. OCLC 841184600.
- 1970: Allan Dwan: The Last Pioneer. Inglaterra: Studio Vista. OCLC 777766501.
- 1973: Pieces of Time. New York: Arbor House. OCLC 982199356. Ediție adăugită, 1985: Pieces of Time: Peter Bogdanovich on the Movies, 1961-1985. ISBN: 9780877956969.
- 1984: The Killing Of The Unicorn - Dorothy Stratten 1960-1980. William Morrow and Company. ISBN: 0-688-01611-1.
- 1992: This is Orson Welles. HarperPerennial. ISBN: 0-06-092439-X.
- 1995: A Moment with Miss Gish. Santa Barbara: Santa Teresa Press. OCLC 34316185.
- 1997: Who The Devil Made It: Conversations with Legendary Film Directors. Alfred A. Knopf. ISBN: 0-679-44706-7.
- 1999: Peter Bogdanovich's Movie of the Week. New York: Ballantine Books. ISBN: 9780345432056.
- 2004: Who the Hell's in It: Conversations with Hollywood's Legendary Actors. New York: Alfred A. Knopf. ISBN: 0-375-40010-9.

## Legături externe
- Peter Bogdanovich la Internet Movie Database
- Peter Bogdanovich la Allmovie
- "The Films of Peter Bogdanovich" pe YouTube, movie clip compilation, 4 minutes
- 1Bogdanovich's Who the Hell's in It? reviewed in Seattle Weekly
- Bogdanovich's blog at indiewire